# حوكمة بيئية
الحوكمة البيئية (بالإنجليزية: Environmental governance)‏، هي مفهوم في السياسة البيئية والبيئة السياسية التي تدعو إلى الاستدامة (التنمية المستدامة) باعتبارها الاعتبار الأعلى لإدارة جميع الأنشطة البشرية والسياسية والاجتماعية والاقتصادية. وتشمل الحوكمة الحكومة وقطاع الأعمال والمجتمع المدني، وتشدد على إدارة النظام بكامله. ولتحقيق هذه المجموعة المتنوعة من العناصر، تستخدم الإدارة البيئية في كثير من الأحيان نظم بديلة للحكم، مثل الإدارة القائمة على مستجمعات المياه. وهي ترى الموارد الطبيعية والبيئة كسلع عامة عالمية، تنتمي إلى فئة السلع التي لا تتضاءل عندما يتم تقاسمها. وهذا يعني أن الجميع يستفيد منها.
السلع العامة غير تنافسية -مورد طبيعي يتمتع به شخص واحد يُمكن للآخرين التمتع به أيضًا-، ولا يمكن إقصاءها -يستحيل منع شخص من استهلاك السلعة (التنفس). مع ذلك، تُعتبر السلع العامة مفيدة وبالتالي ذات قيمة. تبرز من هنا فكرة السلعة العالمية العامة، مع فرق بسيط: تغطية الحاجات الأساسية التي لا يجب أن تُدَمر من قبل شخص واحد أو دولة.
يتطلب الطابع غير القابل للمنافسة لمثل هذه السلع نهجًا إداريًا يُقيد الجهات العامة والخاصة من الإضرار بها. أحد الأساليب تتمثل في إسناد قيمة اقتصادية للمورد، وأفضل مثال لهذا النوع من السلع هو الماء.
منذ عام 2013، الحوكمة البيئية بعيدة عن تحقيق هذه المتطلبات الضرورية. «على الرغم من الوعي الكبير بالقضايا البيئية من البلدان المتقدمة والبلدان النامية، إلا أنه يوجد تدهور بيئي وظهور لمشاكل بيئية جديدة. هذا الوضع نتيجة للوضع المحفوف بالمخاطر للحوكمة البيئية العالمية، حيث لا يمكن لها حاليًا مواجهة هذه المشاكل لعوامل عدة، منها الحكم المجزأ داخل الأمم المتحدة، وضعف مشاركة المؤسسات المالية، وانتشار لاتفاقيات بيئية تتعارض في أغلب الأحيان مع التدابير التجارية. كل هذه المشاكل المختلفة تُعطل سير العمل اللازم. إضافة لذلك، يجب أن تُؤخذ الانقسامات بين الدول الشمالية والفجوة المستمرة بين الدول المتقدمة والنامية بعين الاعتبار؛ لاستيعاب الإخفاقات المؤسسية للحوكمة البيئية العالمية».

## تعريفات
الحوكمة البيئية النيوليبرالية - هي نهج ضمن نظرية الحوكمة البيئية تتخذ من النيوليبرالية أيدولوجية، وسياسة، وممارسة لها فيما يتعلق بالعالم البيوفيزيائي. هنالك العديد من التعريفات والتطبيقات للنيوليبرالية، على سبيل المثال في الاقتصاد، والعلاقات الدولية، إلخ. مع ذلك، عادة ما يتم تبسيط الفهم التقليدي للنيوليبرالية لمفهوم سيادة الاقتصاد الذي يقوده السوق، عبر تراجع تدخل الدولة، وتخفيف الضوابط التنظيمية، والخصخصة. تطورت النيوليبرالية بشكل بارز على مدار ال 40 سنة الماضية؛ حيث ترك العديد من الباحثين بصمتهم الأيدولوجية على الخريطة النيوليبرالية. آمن كل من هايك وفريدمان بتفوق السوق الحر على تدخلات الدولة، فطالما سُمح للسوق بالعمل بحرية، قانون العرض والطلب سيضمن السعر والمكافأة «الأمثل». أما من وجهة نظر كارل بولاني المُعارِضة فإن هذا سوف يخلق حالة من التوتر، حيث ستُعطل وتُغير الأسواق الحرة المنظمة ذاتيًا التعاملات الاجتماعية و «تحل محل وسائل العيش والعمل القيّمة الأخرى». بالإضافة إلى ذلك، يوجد «زيادة تناقضية في تدخلات الدولة» في الإصلاحات الاقتصادية والتشريعية والاجتماعية التي تتبعها للحفاظ على النظام النيوليبرالي، الأمر الذي يتعارض مع مفهوم اقتصاد السوق الحر غير المقيد بضوابط. يصف بيك وتيكل العملية المتناقضة بأنها تراجع/دحر نيوليبرالي، فمن ناحية تتخلى الدولة بإرادتها عن السيطرة على الموارد والمسؤولية عن توفير الخدمات الاجتماعية، ومن الناحية الأخرى تنخرط في «البناء الهادف وتدعيم أشكال الدولة النيوليبرالية الحديثة، وأساليب الحكم، والعلاقات التنظيمية».
هنالك اهتمام متزايد بآثار النيوليبرالية على سياسات عالم الحوكمة البيئية غير المتعلق بالإنسان. تُعتبر النيوليبرالية أكثر من مجرد «شيء» متجانس وموحد له نقطة نهاية واضحة، بل هي سلسلة من العمليات المعتمدة على مسار، وعمليات ليبرالية مرتبطة زمانيًا ومكانيًا، تؤثر وتتأثر بالطبيعة والبيئة التي «تغطي مجموعة كبيرة من الأماكن والمناطق والبلدان». يمكن رؤية أمثلة على استيعاب الأفكار النيوليبرالية التي تُعنى بأهمية الملكية الخاصة وحماية حقوق الفرد (المستثمر) لمفهوم الحوكمة البيئية في الاتفاقات التجارية متعددة الأطراف (انظر بالتحديد اتفاق التجارة الحرة لأمريكا الشمالية). تُعزز الهياكل النيوليبرالية مثل هذه عملية استملاك الطبيعة والتراكم البدائي أو «التراكم عبر نزع الملكية»، الذي يؤدي إلى خصخصة مساحات متزايدة من الطبيعة.
يُعتقد أن نقل ملكية الموارد غير الخاصة إلى السوق الحر يحقق قدرًا أكبر من الكفاءة وعائدًا استثماريًا أمثلًا. تضمن أمثلة أخرى لمشاريع مستوحاة من النيوليبرالية استملاك المعادن، ونظام حصص مصائد الأسماك في شمال المحيط الهادئ، وخصخصة نظام إمدادات المياه ونظام معالجة الصرف الصحي في انكلترا وويلز. تتشارك جميع هذه الأمثلة الثلاث بخواص نيوليبرالية هدفها «تدشين الأسواق باعتبارها حلًا للمشاكل البيئية»، فيتم جعل المصادر البيئية النادرة تجارية وتحويلها إلى سلع. هذا التوجه لتأطير النظام البيئي ضمن سياق التسليع موجود أيضًا في أعمال الجغرافيين النيوليبراليين الذي يُخضعون الطبيعة لآليات التسعير والعرض/الطلب، حيث تعتبر الأرض مصدرًا قابلًا للقياس الكمي (يُقدر كوستانزا على سبيل المثال قيمة خدمات النظام البيئي بين 16 و54 ترليون دولار في السنة).

## العوامل الرئيسية للتدهور البيئي
النمو الاقتصادي - تدعو الرؤية المرتكزة على التنمية المنتشرة في أغلب البلدان والمؤسسات الدولية إلى الاندفاع نحو المزيد من النمو الاقتصادي. لكن من ناحية أخرى، يشير خبراء الاقتصاد البيئي إلى ارتباط وثيق بين النمو الاقتصادي والتدهور البيئي، ويطالبون بالتنمية النوعية كبديل للنمو. نتيجة لهذا، شهد العقدين الماضيين تحولًا كبيرًا نحو التنمية المستدامة كبديل للاقتصاد الليبرالي الجديد. هناك من يرى -خاصة في إطار حركة العولمة البديلة- أنه من الممكن تَغير الوضع إلى مرحلة تدهور بيئي دون خسارة الكفاءة الاجتماعية أو خفض نوعية الحياة.
الاستهلاك – أهم أسباب النمو الاقتصادي هو نمو الاستهلاك أو أيدلوجية المستهلك. أصبح النمو الزائد الذي يُرى على أنه البديل الوحيد للفقر غاية في حد ذاته. الوسائل لكبح هذا النمو ليست كافية، نظرًا لأن هذه الظاهرة ليست مقتصرة على طبقة متوسطة متنامية في البلدان النامية، بل إنها أيضًا ترتبط بنمو أساليب حياة غير مسؤولة، في الدول الشمالية بشكل خاص، مثل الزيادة في حجم وعدد المنازل والسيارة لكل شخص.
تدمير التنوع الحيوي – التعقيد الذي تتسم به الأنظمة البيئية على كوكب الأرض يعني أن خسارة أي جنس من الأجناس تخلف عواقب غير متوقعة. كلما كان التأثير على التنوع البيولوجي أقوى، كلما كانت احتمالات حدوث تفاعل متسلسل مع آثار سلبية لا يمكن التنبؤ بها أشد قوة. عامل آخر مهم لا يجب تجاهله وله دور في تدمير التنوع الحيوي والتدهور البيئي هو إزالة الغابات. مع ذلك، أثبتت عدد من النظم الحيوية مرونتها على الرغم من كل الأضرار التي لحقت بها. يتبنى أنصار البيئة مبدًأ احترازيًا ينص على ضرورة تحليل الأثر البيئي لجميع الأنشطة التي قد تسبب ضرر بيئي محتمل.